# Йоханнесен, Аксель
Аксель Вильхельмссон Йоханнесен (фар. Aksel Vilhelmsson Johannesen, чаще фар. Aksel V. Johannesen, род. 8 ноября 1972 года, Клаксвуйк) — фарерский политик. Премьер-министр Фарерских островов с 15 сентября 2015 по 16 сентября 2019 год и с 22 декабря 2022 года, Лидер Социал-демократической партии с 5 марта 2011 года.

## Биография
В молодости занимался спортом, в частности, был нападающим футбольного клуба «КИ Клаксвик», который в период участия в нём Йоханнесена победил в Фарерской лиге в 1991 году и выиграл национальный кубок 1994 года. Йоханнесен также был чемпионом островов в беге на 100 метров в 1994 году и играл в волейбол в составе клуба «Мьёльнир». Завершив спортивную карьеру, он в 2004 году окончил юридический факультет Копенгагенского университета и после недолгой юридической практики в Торсхавне решил заняться политикой.
По результатам выборов 2008 года прошёл в лёгтинг после того, как один из его однопартийцев отказался от мандата. С июля 2009 года — министр здравоохранения. В феврале 2011 года назначен министром финансов, а в марте избран лидером социал-демократов, после чего занял пост вице-премьера. В ноябре того же года, однако, по результатам новых парламентских выборов социал-демократы не вошли в состав правительственной коалиции, и Йоханнесен перешёл в оппозицию. По результатам выборов 2015 года социал-демократы разделили первое место по числу мандатов в лёгтинге с левой сепаратистской партией «Республика» и создали коалиционное правительстве вместе с ней и центристской партией «Прогресс» (сменив, таким образом, ранее находившуюся у власти консервативную коалицию), которое возглавил Йоханнесен.
Кроме того, на этих выборах Йоханнесен поставил рекорд по числу поданных за него как за депутата голосов избирателей (2405 голосов), побив рекорд своего предшественника на посту премьер-министра консерватора Кая Лео Йоханнесена (в прошлом также футболиста), который на выборах 2011 года набрал 1967 голосов.